# Tence
Tence település Franciaországban, Haute-Loire megyében. Lakosainak száma 3148 fő (2022. január 1.). Tence Devesset, Le Chambon-sur-Lignon, Chenereilles, Lapte, Le Mas-de-Tence, Mazet-Saint-Voy, Montregard és Saint-Jeures községekkel határos.

## Népesség
A település népessége az elmúlt években az alábbi módon változott:
| Lakosok száma | 2953 | 2716 | 2788 | 3232 | 3149 | 3106 | 3098 | 3074 | 3099 | 3148 |
|               | 1968 | 1982 | 1990 | 2006 | 2013 | 2015 | 2017 | 2019 | 2020 | 2022 |